# Marek Przybylik
Marek Władysław Przybylik (ur. 30 grudnia 1946 w Konopiskach) – polski dziennikarz, nauczyciel akademicki i samorządowiec.

## Życiorys
Uczęszczał do IV Liceum Ogólnokształcącego im. Henryka Sienkiewicza w Częstochowie. Studiował na Wydziale Geografii Uniwersytetu Warszawskiego (1964–1970) i na Studium Dziennikarskim UW. 
W latach 1974–1990 pracował w „Życiu Warszawy” m.in. jako depeszowiec, kierownik działu miejskiego, autor felietonów „Dzień Targowy”. Założył i redagował tygodnik lokalny „Pasmo” oraz dzienniki „Życie Codzienne” i „Życie Nasze Codzienne”. Był też redaktorem naczelnym tygodnika „Szpilki” oraz „Antena”. Przez 20 lat uczył dziennikarstwa w Instytucie Kultury Polskiej UW i wydawał miesięcznik „Uniwersytet” oraz „Studenckie abc”. Od 1992 prowadzi firmę wydawniczą.
W wyborach samorządowych w 1994 bez powodzenia ubiegał się o mandat radnego gminy Warszawa-Centrum z ramienia komitetu Unia Wolności i Samorządności. W latach 1998–2000 był radnym tej gminy z dzielnicy Praga-Południe, wybranym z ramienia Unii Wolności, a w latach 2000–2002 radnym z dzielnicy Mokotów. Należał do klubu radnych UW.
Jest dziennikarzem niezwiązanym z żadną redakcją. Współpracował m.in. z I i III Programem Polskiego Radia, TVP, tygodnikiem „Polityka”, „Gala”, „Newsweek” i miesięcznikiem „Sukces”. Współpracuje z TVN24, od 2005 jest stałym gościem programu Szkło kontaktowe. Od 2015 do 2020 prowadził wraz z Tomaszem Sianeckim program Pamięć Absolutna.